# Cracu Mare
Cracu Mare románul: Cracu Mare, falu Romániában, a Bánságban, Krassó-Szörény megyében.

## Fekvése
Bogoltény (Bogâltin) mellett fekvő település.

## Története
Cracu Mare korábban Bogoltény (Bogâltin) része volt. 1956-ban vált külön településsé 42 lakossal.
1966-ban 39, 1977-ben 51, 1992-ben 35, a 2002-es népszámláláskor pedig 26 román lakosa volt.